# Club Deportivo Universidad César Vallejo
O Club Deportivo Universidad César Vallejo, mais conhecido como Universidad César Vallejo, é um clube de futebol peruano da cidade de Trujillo. Foi fundado em 6 de janeiro de 1996 e joga na primeira divisão do Campeonato Peruano. Manda seus jogos no Estádio Mansiche, com capacidade para aproximadamente 25.000 pessoas. Conseguiu se classificar para três edições da Copa Sul-Americana (2010, 2011 e 2014), onde foi eliminado na primeira fase, exceto em 2014, quando chegou às quartas-de-final. Obteve a classificação para a Copa Libertadores nas edições de 2013, onde foi eliminado pelo Deportes Tolima na primeira fase e em 2016, quando caiu diante do São Paulo FC novamente na primeira fase.

## História
Este clube foi fundado em 1996, cinco anos depois foi vice-campeão da Copa Peru após perder na final contra o Coronel Bolognesi. No ano seguinte repetir uma boa campanha, mas desta vez na fase nacional, o Atlético Grau o eliminaria. Em 2003, conquistou o tão sonhado título e a entrada na primeira divisão do futebol peruano ao enfrentar rivais de diversas regiões do país e derrotar o Club Deportivo Educación na final no Estádio Nacional.
Em 2014, o clube participou na Copa Sul-Americana, onde venceu o Millonarios de Colombia e perdeu para o Atlético Nacional nas quartas de final.
Em janeiro de 2023, com Abreu como técnico, o clube conquistou duas vitórias no Torneio Série Rio de la Plata.

## Elenco
Legenda:
- : Capitão

## Títulos
- Campeonato Peruano - Segunda Divisão: 2007 e 2018
- Copa Peru: 2003
- Torneo del Inca: 2015